# Данаил Василев
Данаил Василев Иванов е български диригент и композитор.

## Биография
Данаил Василев е роден на 27 юни 1906 г. в гр. Ловеч. Започва музикални занимания като хорист в църковния хор при църквата „Света Неделя“, Ловеч и цигулар. Завършва VI клас в Ловеч и заминава за София, за да продължи обучението си по цигулка. Поради недостиг на средства се завръща обратно в Ловеч.
Ръководител и диригент на вокален октет за български и руски песни (1924), на мъжки хор при църквата „Света Неделя“ (1925), на хор на ловно-рибарското дружество (1926), оркестрант в оркестъра на Музикално дружество „Кавал“, Ловеч.
През 1927 г. завършва Държавно смесено педагогическо училище „Княз Борис Търновски“ и постъпва в Музикалната академия в София. Завършва петгодишния курс на общия отдел само за три години.
Работи като частен учител по цигулка (1930 – 1932) в Ловеч.
От есента на 1932 г. е във висшия отдел на Музикалната академия, който завършва през 1936 г. с периодични финансови помощи от Музикално дружество „Кавал“, Ловеч и Евстати Павлов. В студентските години дирижира хор „Георги Кирков“ при Независимите работнически профсъюзи и Софийски пощенски хор. За кратък период от време свири в царския симфоничен оркестър под диригентството на проф. Саша Попов.
Музикален уредник в радио София (1937 – 1941) и радио Варна (1941 – 1944), учител в Троян (1945 – 1948).
От 1948 г. поема отново диригентството на Софийски пощенски хор с който печели редица престижни награди и отличия в България и в чужбина. В този период съвместява и диригентството на хора при Централния кооперативен съюз, хора на Енергоснабдяване, София, хора на Българския ловно-рибарски съюз и хора при читалище „Петър Берон“, София.
Директор на Детската музикална школа (1960 – 1963) при читалището в Ловеч, и диригент на Ловешкия представителен градски хор.
Автор на оперетите „Дванадесет бели лебеди“, „Огнян“ и „Недялков път“, масовите градски песни „Наш роден край“, „Мой роден град“, „Хайдути“ и др.

### Награди
- Почетен знак на Софийски градски народен съвет (1958)
- Орден „Кирил и Методий“ I и II ст. (1959, 1963)
- Орден „Червено знаме на труда“ (1966)
- Почетен член на народен хор „Гусла ”
- Провъзгласен за Почетен гражданин на Ловеч от 3 октомври 1986 г. – „За принос в развитието на художествено – музикалната култура на града“
- Почетен гражданин на София.